# Kalle Holmberg
Karl Albin Elis Holmberg (sinh ngày 3 tháng 3 năm 1993) là một cầu thủ bóng đá người Thụy Điển thi đấu cho IFK Norrköping ở vị trí tiền đạo.
Anh là vua phá lưới của Allsvenskan 2017, giúp anh được triệu tập vào đội tuyển quốc gia Thụy Điển.

## Thống kê sự nghiệp
Tính đến trận đấu diễn ra ngày vào ngày 3 tháng 3 năm 2018
| Câu lạc bộ          | Mùa giải            | Giải vô địch        | Giải vô địch | Giải vô địch | Cúp     | Cúp       | Cúp Liên đoàn | Cúp Liên đoàn | Khác    | Khác      | Tổng cộng | Tổng cộng |
| Câu lạc bộ          | Mùa giải            | Hạng đấu            | Số trận      | Bàn thắng    | Số trận | Bàn thắng | Số trận       | Bàn thắng     | Số trận | Bàn thắng | Số trận   | Bàn thắng |
| ------------------- | ------------------- | ------------------- | ------------ | ------------ | ------- | --------- | ------------- | ------------- | ------- | --------- | --------- | --------- |
| Örebro              | 2011                | Allsvenskan         | 1            | 0            | 0       | 0         | —             | —             | —       | —         | 1         | 0         |
| Örebro              | 2012                | Allsvenskan         | 25           | 2            | 1       | 0         | —             | —             | —       | —         | 26        | 2         |
| Örebro              | 2013                | Allsvenskan         | 30           | 10           | 3       | 0         | —             | —             | —       | —         | 33        | 10        |
| Örebro              | 2014                | Allsvenskan         | 21           | 5            | 1       | 1         | —             | —             | —       | —         | 22        | 6         |
| Örebro              | 2015                | Allsvenskan         | 30           | 4            | 7       | 2         | —             | —             | —       | —         | 37        | 6         |
| Örebro              | 2016                | Allsvenskan         | 14           | 3            | 1       | 1         | —             | —             | —       | —         | 15        | 4         |
| Örebro              | Tổng cộng           | Tổng cộng           | 121          | 24           | 13      | 4         | 0             | 0             | 0       | 0         | 134       | 28        |
| Norrköping          | 2016                | Allsvenskan         | 12           | 4            | 1       | 1         | —             | —             | —       | —         | 13        | 5         |
| Norrköping          | 2017                | Allsvenskan         | 30           | 14           | 7       | 9         | —             | —             | 3       | 3         | 40        | 26        |
| Norrköping          | 2018                | Allsvenskan         | 0            | 0            | 3       | 1         | —             | —             | —       | —         | 3         | 1         |
| Norrköping          | Tổng cộng           | Tổng cộng           | 42           | 18           | 11      | 11        | 0             | 0             | 3       | 3         | 56        | 32        |
| Tổng cộng sự nghiệp | Tổng cộng sự nghiệp | Tổng cộng sự nghiệp | 163          | 42           | 24      | 15        | 0             | 0             | 3       | 3         | 190       | 60        |

### Bàn thắng quốc tế
Tỉ số và kết quả liệt kê bàn thắng của Thụy Điển trước.
| #  | Ngày               | Địa điểm                                                                               | Đối thủ | Tỉ số | Kết quả | Giải đấu |
| -- | ------------------ | -------------------------------------------------------------------------------------- | ------- | ----- | ------- | -------- |
| 1. | 7 tháng 1 năm 2018 | Sân vận động Thành phố Thể thao Zayed, Abu Dhabi, Các Tiểu vương quốc Ả Rập Thống nhất | Estonia | 1–1   | 1–1     | Giao hữu |

## Danh hiệu

### Cá nhân
- Vua phá lưới Allsvenskan (1): 2017